# Zátonykócsag
A zátonykócsag (Egretta gularis) a madarak (Aves) osztályának a gödényalakúak (Pelecaniformes) rendjébe, ezen belül a gémfélék (Ardeidae) családjába és a gémformák (Ardeinae) alcsaládjába tartozó gázlómadár.

## Előfordulása
Afrika, a Vörös-tenger, Dél-Ázsia és India. Európában ritka kóborló. Magyarországon jegyzett faj.

## Alfajai
- Egretta gularis gularis
- Egretta gularis schistacea

## Megjelenése
Testhossza 55-65  centiméter, szárnyafesztávolsága 86-104 centiméter, testtömege 350-400 gramm.

## Életmódja
Tavakban, mocsarakban és nádasokban keresi halakból, békákból, kisemlősökből, férgekből álló táplálékát.

## Források

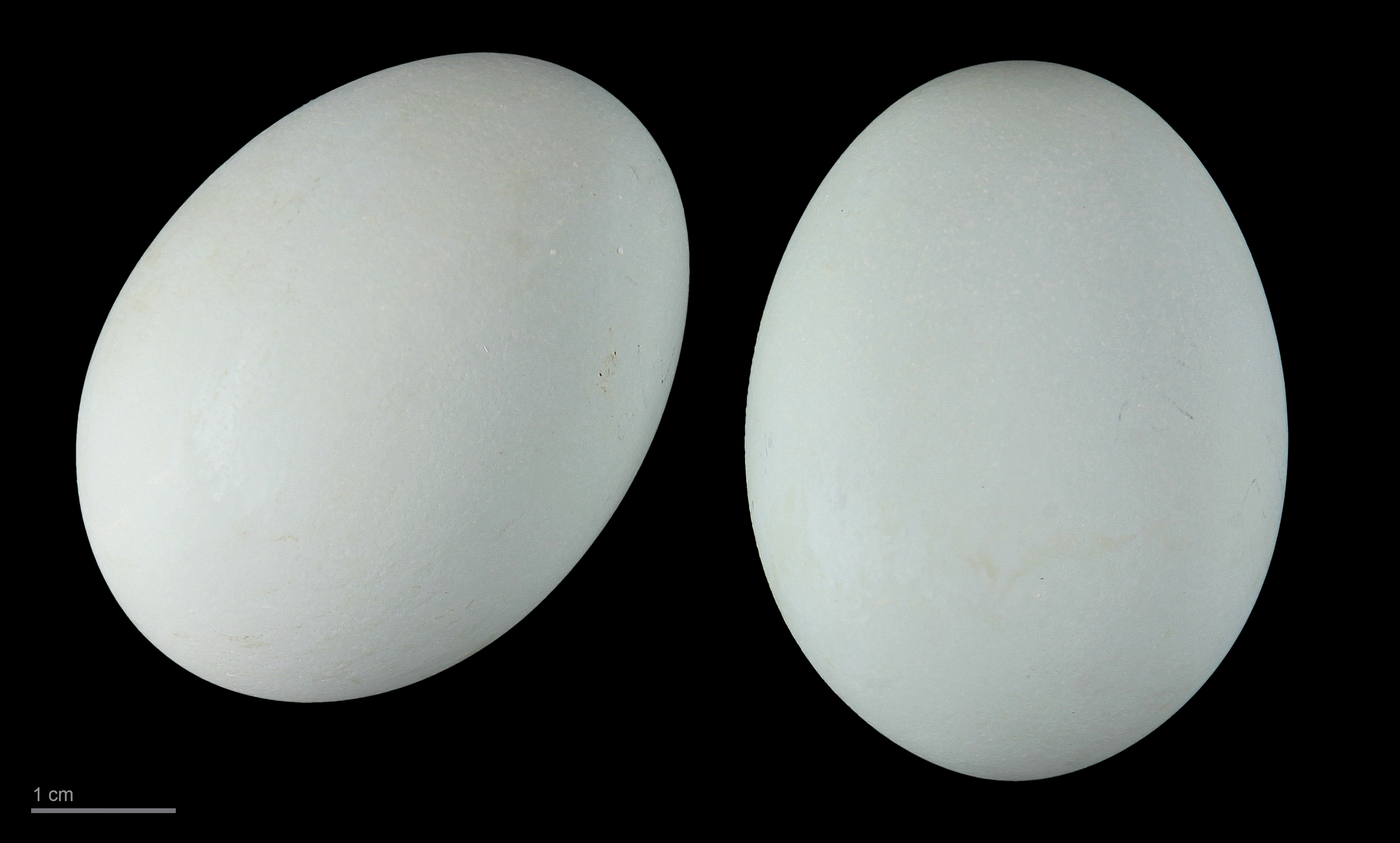
Egretta gularis